# Семента Рајхард
Семента Рајхард (Ријека, 4. јануар 1991) је хрватска глумица и певачица.

## Филмографија
| Год.       | Назив         | Улога           |
| ---------- | ------------- | --------------- |
| 2013.      | Стела         | Јасмина Кларић  |
| 2017.      | Врати се Зоне | Доне            |
| 2017—2018. | Чиста љубав   | Емина Табаковић |

Такође је позајмила глас принцези Ани у хрватским синхронизацијама Дизни филмова Залеђено краљевство, Грозница залеђеног краљевства, Залеђено краљевство: Празник с Олафом и Ралф растура интернет.